# Automeris egeides
Automeris egeides é uma espécie de mariposa do gênero Automeris, da família Saturniidae.